# Gagnsjön
Gagnsjön är en sjö i Mora kommun i Dalarna och ingår i Dalälvens huvudavrinningsområde. Sjön har en area på 0,142 kvadratkilometer och ligger 276,3 meter över havet.

## Delavrinningsområde
Gagnsjön ingår i det delavrinningsområde (675133-140917) som SMHI kallar för Ovan 674858-140970. Medelhöjden är 343 meter över havet och ytan är 10,24 kvadratkilometer. Det finns inga avrinningsområden uppströms utan avrinningsområdet är högsta punkten. Gagnån som avvattnar avrinningsområdet har biflödesordning 5, vilket innebär att vattnet flödar genom totalt 5 vattendrag innan det når havet efter 362 kilometer. Avrinningsområdet består mestadels av skog (92 procent). Avrinningsområdet har 0,13 kvadratkilometer vattenytor vilket ger det en sjöprocent på 1,3 procent.